# Autosan A1010M
L'Autosan A1010M est un autobus urbain de taille midi traditionnel fabriqué par le constructeur polonais Autosan de 1995 à 2005.

## Histoire
À partir du début des années 1990, le constructeur d'autobus polonais Autosan lance trois modèles d'autobus urbains : le petit Autosan H6-20, l'Autosan H9-35 et le maxi bus très populaire, le H10-11.11. C'est en comparant ses modèles avec ceux des constructeurs étrangers que la direction d'Autosan s'est rendu compte qu'ils étaient devenus rapidement obsolètes et c'est pourquoi elle a lancé l'étude d'un nouveau midibus urbain. 
Pour éviter les erreurs du passé, il fut imposé de n'utiliser que des composants de haute qualité provenant des meilleures sociétés mondiales. En 1994, 2 prototypes et en 1995, 4 autres prototypes du futur projet baptisé "Autosan A10-10M", ont été construits. Ils différaient par les composants utilisés, en particulier les moteurs et les boîtes de vitesses, mais aussi le nombre de portes d'accès, 2 ou 3. 
Les 6 prototypes ont été équipés des moteurs suivants :
- Cummins D5.9-145.10 (147 HP, Euro 1),
- Renault MIDR 06.02.26V (175 ch),
- Mercedes-Benz OM366A (165 ch, Euro 1).

et les boîtes de vitesses automatiques 
- Voith Midimat TA 12.5 et
- Allison MT643
- et mécanique TS5-60.

Les essieux de la société FON Radomsko et hongroise Raba ont été testés. 
L'esthétique du midibus a été particulièrement soignée avec une ligne  moderne qui ne différait pas de celle des autobus occidentaux de l’époque. Les prototypes ont été vendus à des sociétés de transport. À partir de l'an 2000, plusieurs d'entre eux ont été convertis pour une  alimentation au gaz GNC. 

## Les modèles de série
On compte pas moins de 7 modèles différents produits au cours des 10 années de sa fabrication.
En 1995, une première série de 10 exemplaires a été produite, baptisée Autosan A10-10M. La structure reposait sur un châssis composé de profilés soudés. Les parois latérales et le toit étaient en tôles d’aluminium collées au châssis. Le freinage était assuré par des tambours à commande pneumatique avec ABS et ASR en option. Les essieux rigides avant et arrière étaient suspendus par des soufflets à air comprimé. Un stabilisateur d’inclinaison était monté sur chaque essieu. Les bus de cette série disposaient de trois portes doubles. Le moteur était un Renault MIDR 06.02.26V accouplé à une transmission Allison MT643 et des essieux Raba. 
L'autobus était équipé d'un système d'enregistrement informatique des paramètres de fonctionnement du moteur, de la charge du véhicule, du nombre de passagers et des arrêts.  
À partir de 1998, le moteur de référence est le Andoria 6cT107-3 de 6,54 litres de cylindrée, conforme à la norme Euro 2. Le moteur Mercedes-Benz OM366A était proposé en option. 
En 2001, lors du Salon des transports de Łódź, un prototype Autosan A1010M Medium GNC (au gaz naturel) a été présenté, équipé du moteur Andoria 6cT107 accouplé à une boîte de vitesses mécanique à cinq vitesses TS5-60. Huit bouteilles de gaz de 67,5 dm3 chacune, soit 540 dm3 au total, étaient placées sur le porte-à-faux arrière pour amputer le moins possible l'espace réservé aux passagers. Le véhicule pouvait accueillir 83 passagers, dont 20 assis. Le poids de l'autobus passait alors à 8.550 kg à vide pour un PTAC de 14.500 kg. Trois prototypes de ce type ont été fabriqués. En 2000, la marche intérieure a été supprimée et le niveau du plancher a été abaissé d’environ 80 mm. 
La production en série comprenait au moins sept versions du support Autosan A1010M : 
- A10-10M.03 - 2 portes, moteur MB OM366A et boîte automatique Allison MT643,
- A10-10M.04 - 3 portes, moteur MB OM366A et boîte automatique Allison MT643,
- A10-10M.05 - 2 portes, moteur MB OM366A et boîte manuelle TS5-60,
- A10-10M.06 - 3 portes, moteur MB OM366A et boîte manuelle FPS puis Eaton TS5-60,
- A1010M.08 - moteur WS Andoria 6cT107-3,
- A1010M.11 - moteur Renault MIDR 06.02.26W4,
- A1010M.12 - moteur Renault MIDR 06.02.26W4.

Les essieux de toutes les versions étaient fournis par la société hongroise Raba. 
La production des autobus Autosan A1010M Medium a été d'environ quelques dizaines d'exemplaires par an, sauf en 2000 avec 49 exemplaires. Ils ont été vendus uniquement sur le marché intérieur polonais. Au total, 162 exemplaires ont été fabriqués plus les 6 prototypes en 1994 et 1995. Le dernier exemplaire a été fabriqué au tout début de l'année 2005. 